# L'uomo che vide l'infinito
L'uomo che vide l'infinito (The Man Who Knew Infinity) è un film del 2015 scritto e diretto da Matt Brown.
Basato sulla biografia L'uomo che vide l'infinito - La vita breve di Srinivasa Ramanujan, genio della matematica scritta da Robert Kanigel nel 1991, il film racconta la storia vera di Srinivasa Ramanujan, un matematico indiano che, dopo essere cresciuto povero a Madras, ottiene l'ammissione all'Università di Cambridge durante la prima guerra mondiale, dove diventa un pioniere nelle teorie matematiche sotto la guida del suo professore e mentore, G. H. Hardy.

## Trama
Nel 1912 a Madras nell'India coloniale Srinivasa Ramanujan, un giovane indiano in cerca di lavoro, offre le sue eccezionali doti di calcolo per un impiego come contabile. I suoi superiori gli consigliano di inviare i suoi lavori ad alcuni professori di Cambridge: Baker, Hobson e Hardy. L'ultimo, al ricevere la lettera, è tanto impressionato dal contenuto da credere che si tratti di uno scherzo del collega Littlewood. Quando scopre che la lettera è veramente proveniente da un impiegato indiano senza conoscenze accademiche, decide di invitarlo in Inghilterra per lavorare al Trinity College di Cambridge. Ramanujan, nonostante la difficoltà della situazione familiare per via di una madre troppo tradizionalista e della moglie Janaki fresca di nozze, decide di accettare.
Una volta a Cambridge però Ramanujan si trova di fronte a un metodo di lavoro che non gli è familiare e inoltre non viene accettato da gran parte della comunità accademica. La situazione peggiora ulteriormente allo scoppio della prima guerra mondiale, quando Ramanujan si rende conto che la sua idea iniziale di farsi raggiungere da Janaki diventa quasi impossibile, essendo lui malvisto sia come immigrato sia come non combattente (all'epoca in Gran Bretagna il servizio militare non era obbligatorio sebbene alcuni, come capita a Littlewood, venissero invitati ad arruolarsi). Inoltre Hardy e l'amico e collega Bertrand Russell sono fortemente contrari alla guerra e inevitabilmente Ramanujan si trova schierato dalla loro parte.
Nonostante le difficoltà Hardy lo tratta sempre con burbero affetto e la loro collaborazione porta a risultati tanto buoni in campo matematico che Ramanujan viene nominato docente a Cambridge e membro della Royal Society. La sua permanenza a Cambridge dura solo pochi anni perché a Ramanujan viene diagnosticata la tubercolosi ed egli, sentendosi avvicinare la fine, preferisce far ritorno in India dalla moglie, dove muore l'anno successivo.

## Produzione
Il film ha come protagonisti Dev Patel e Jeremy Irons. Il cast comprende anche Toby Jones, Stephen Fry, Jeremy Northam e Kevin McNally.
Le riprese del film sono iniziate ad agosto 2014 al Trinity College (Cambridge). Inizialmente l'attore R. Madhavan era stato selezionato per interpretare il ruolo di protagonista, ma i produttori alla fine hanno deciso per un attore maggiormente conosciuto a livello internazionale.
I matematici Manjul Bhargava e Ken Ono figurano tra i produttori associati del film.

## Distribuzione
Il film è stato presentato in anteprima al Toronto International Film Festival 2015. Successivamente è stato presentato in altri festival cinematografici internazionali, tra cui il Tribeca Film Festival. È stato distribuito nel Regno Unito l'8 aprile 2016. In Italia è stato distribuito il 9 giugno 2016.